# British Inter Departmental

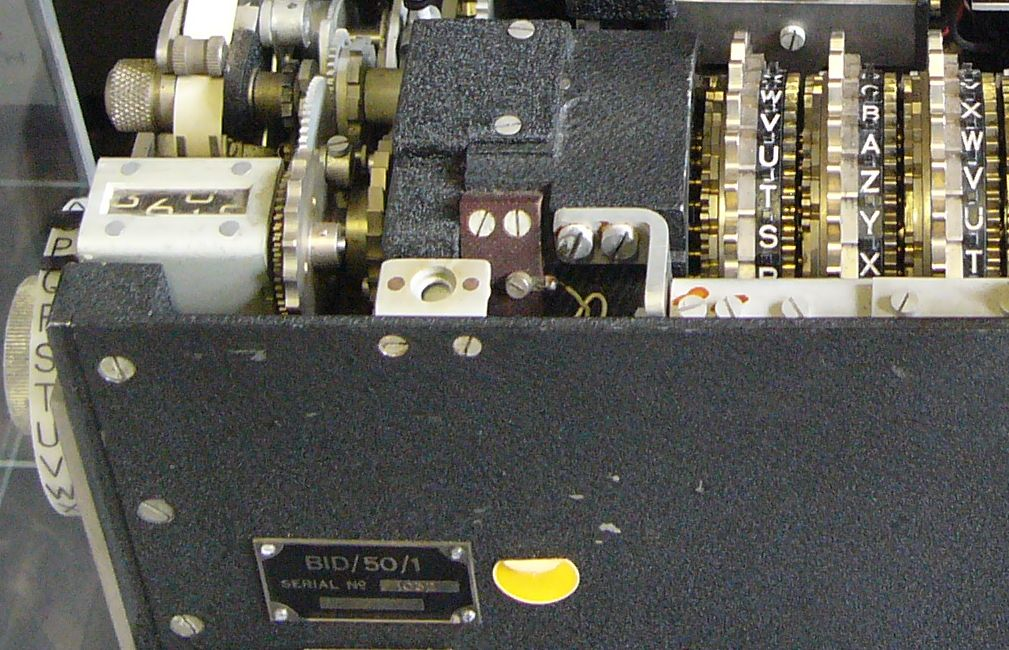
BID-Plakette „BID/50/1“ auf britischer Portex-Chiffriermaschine

British Inter Departmental (deutsch etwa „Britisch abteilungsübergreifend“ oder auch „Inter-Disziplinär“, kurz: BID) ist ein englischer Fachausdruck, der zur Kennzeichnung von Systemen oder Geräten dient, die in der Regel resortübergreifend, also  von mehr als nur einer einzigen Regierungsbehörde verwendet werden. Er wird zumeist nur in seiner abgekürzten Form BID als Präfix zusammen mit einer Nummer beispielsweise für Gerätebezeichnungen verwendet, die als sogenannter BID Designator (deutsch „BID-Kennzeichnung“) bekannt sind.
Beispiele sind die Chiffriermaschinen BID/30 (5-UCO), BID/50 (Portex) und BID/60 (Singlet).
Die für die Vergabe der BID-Nummern zuständige Behörde ist die Communications-Electronics Security Group (CESG), die ihrerseits Teil der Government Communications Headquarters (GCHQ), also des britischen Geheimdienstes ist.